# USLE
| Sigles de 2 caractères   |
| Sigles de 3 caractères   |
| ► Sigles de 4 caractères |
| Sigles de 5 caractères   |
| Sigles de 6 caractères   |
| Sigles de 7 caractères   |
| Sigles de 8 caractères   |

USLE est une abréviation pour Universal Soil Loss Equation.
C'est un modèle mathématique largement utilisé pour quantifier l’érosion des sols.